# Consiglio internazionale delle ricerche
Il Consiglio internazionale delle ricerche è un organismo internazionale nato nel 1919 per coordinare le azioni dei consigli nazionali delle ricerche; nel 1931 si trasforma nell'International Council of Scientific Unions, l'attuale International Council for Science.

## Storia
Alla fine della prima guerra mondiale il mondo scientifico internazionale, su spinta dell'astronomo George Ellery Hale, cerca di coordinarsi al fine di poter cooperare nello svolgimento di ricerche scientifiche che diventano sempre più complesse ed onerose.
La prima idea fu quella di costituire un organismo composto dalle Accademie nazionali dei paesi alleati, escludendo i vinti; per l'Italia avrebbe partecipato l'Accademia dei Lincei. All'interno di tale alleanza sarebbero poi sorte le unioni disciplinari internazionali come quella già esistente sullo studio del sole.
Il primo incontro per la realizzazione dell'organismo si tenne a Londra nel 1918 e, tra diversi problemi sorti in particolare per il disaccordo sulla partecipazione degli scienziati dei Paesi vinti, si costituì una commissione per la costituzione della struttura; per l'Italia è presente nella commissione Vito Volterra che si impegna a redigere lo statuto.
Il successivo incontro tenuto sempre nel 1918 a Parigi definì le linee di quello che sarà il Consiglio Internazionale delle Ricerche, che nascerà ufficialmente nel 1919 a Bruxelles.
Sull'onda di tale costituzione inizia in Italia il dibattito per la costituzione del Consiglio Nazionale delle Ricerche che vedrà la luce soltanto nel 1923 con primo presidente Vito Volterra.